# روکیتسکی دوور
روکیتسکی دوور (به لهستانی:  Rokicki Dwór) یک روستا در لهستان است که در گمینا چارنا دانبرووکا واقع شده‌است.